# Liste der Wappen mit einem Hünengrab

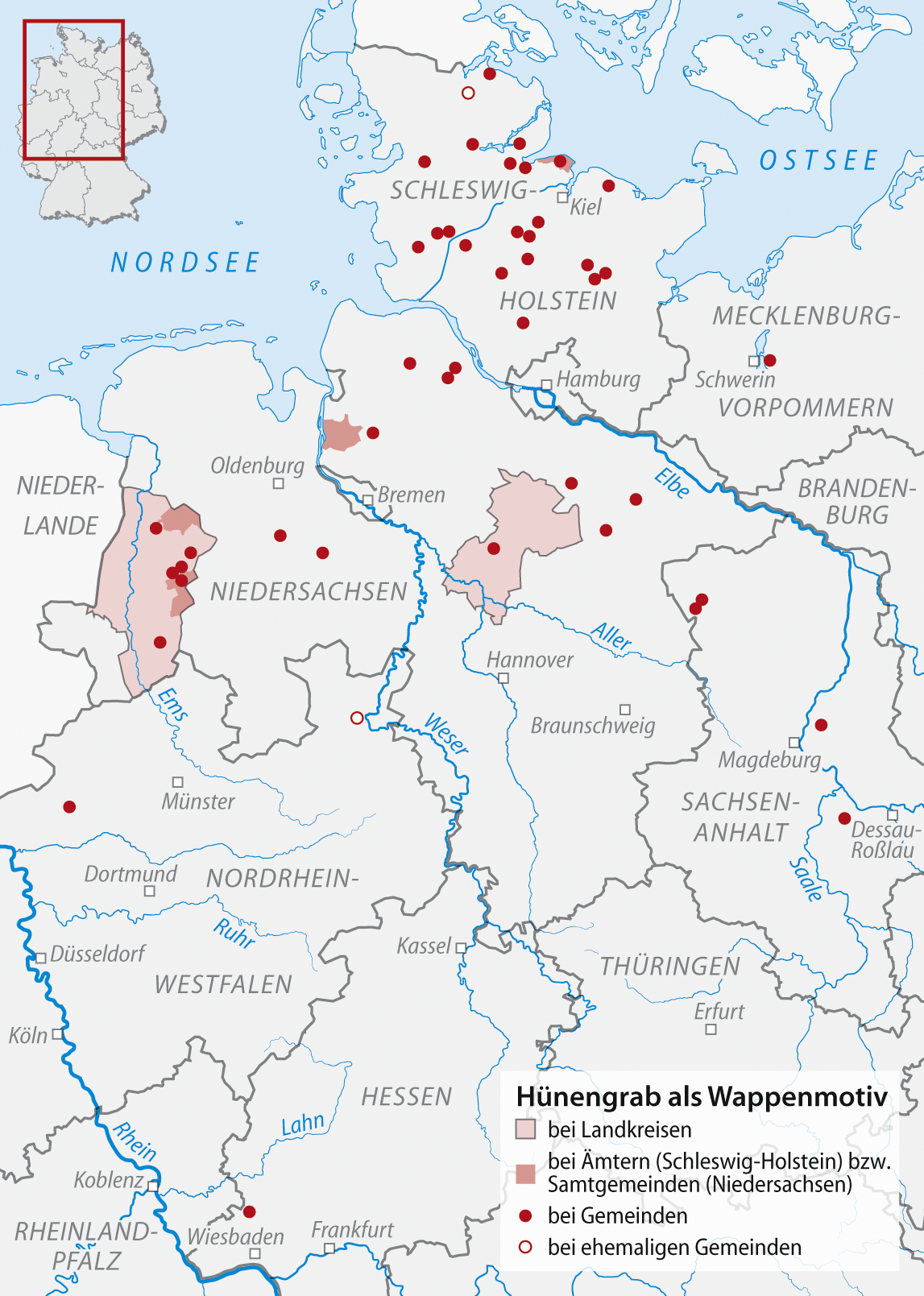
Verteilungskarte der Orte mit einem Hünengrab im Wappen

Die Liste der Wappen mit einem Hünengrab enthält Kommunalwappen von Landkreisen, Städten, Gemeinden und ehemaligen Gemeinden, die ein Hünengrab im Wappen führten oder noch führen.

## Deutschland
| Wappen | Status                             | Name                | Kreis / Landkreis      | Bundesland             | Besonderheiten                                                                    |
| ------ | ---------------------------------- | ------------------- | ---------------------- | ---------------------- | --------------------------------------------------------------------------------- |
|        | Ortsteil (von Rohrberg)            | Ahlum               | Altmarkkreis Salzwedel | Sachsen-Anhalt         |                                                                                   |
|        | Gemeinde                           | Albersdorf          | Dithmarschen           | Schleswig-Holstein     |                                                                                   |
|        | Gemeinde                           | Altenmedingen       | Uelzen                 | Niedersachsen          |                                                                                   |
|        | Gemeindeteil (von Uetze)           | Altmerdingsen       | Region Hannover        | Niedersachsen          |                                                                                   |
|        | Landkreis                          | Aschendorf-Hümmling | -                      | Niedersachsen          | 1932–1977                                                                         |
|        | Gemeinde                           | Bargenstedt         | Dithmarschen           | Schleswig-Holstein     |                                                                                   |
|        | Gemeinde                           | Bargstedt           | Rendsburg-Eckernförde  | Schleswig-Holstein     |                                                                                   |
|        | Gemeinde                           | Bippen              | Osnabrück              | Niedersachsen          |                                                                                   |
|        | Gemeinde                           | Bomlitz             | Heidekreis             | Niedersachsen          | Urnengrab                                                                         |
|        | Gemeinde                           | Bülstedt            | Rotenburg (Wümme)      | Niedersachsen          |                                                                                   |
|        | Gemeinde                           | Bunsoh              | Dithmarschen           | Schleswig-Holstein     |                                                                                   |
|        | Amt                                | Dänischenhagen      | Rendsburg-Eckernförde  | Schleswig-Holstein     |                                                                                   |
|        | Gemeinde                           | Damendorf           | Rendsburg-Eckernförde  | Schleswig-Holstein     |                                                                                   |
|        | Ortsteil                           | Drosa               | Anhalt-Bitterfeld      | Sachsen-Anhalt         |                                                                                   |
|        | Gemeinde                           | Ehndorf             | Rendsburg-Eckernförde  | Schleswig-Holstein     |                                                                                   |
|        | Landkreis                          | Emsland             | -                      | Niedersachsen          |                                                                                   |
|        | Landkreis                          | Fallingbostel       | -                      | Niedersachsen          | 1885–1977                                                                         |
|        | Gemeinde                           | Gammelby            | Rendsburg-Eckernförde  | Schleswig-Holstein     |                                                                                   |
|        | Gemeinde                           | Gokels              | Rendsburg-Eckernförde  | Schleswig-Holstein     |                                                                                   |
|        | Gemeinde                           | Goosefeld           | Rendsburg-Eckernförde  | Schleswig-Holstein     |                                                                                   |
|        | Gemeinde                           | Groß Berßen         | Emsland                | Niedersachsen          |                                                                                   |
|        | Gemeinde                           | Groß Rönnau         | Segeberg               | Schleswig-Holstein     |                                                                                   |
|        | Gemeinde                           | Groß Vollstedt      | Rendsburg-Eckernförde  | Schleswig-Holstein     |                                                                                   |
|        | Gemeinde                           | Großenkneten        | Oldenburg              | Niedersachsen          |                                                                                   |
|        | Samtgemeinde                       | Hagen               | Cuxhaven               | Niedersachsen          | Samtgemeinde 2014 aufgelöst, Nachfolge Hagen im Bremischen mit identischem Wappen |
|        | Landkreis                          | Heidekreis          | -                      | Niedersachsen          |                                                                                   |
|        | Gemeinde                           | Heiden              | Borken                 | Nordrhein-Westfalen    |                                                                                   |
|        | Gemeinde                           | Heinbockel          | Stade                  | Niedersachsen          |                                                                                   |
|        | Gemeinde                           | Heiligengrabe       | Ostprignitz-Ruppin     | Brandenburg            |                                                                                   |
|        | Samtgemeinde                       | Herzlake            | Emsland                | Niedersachsen          |                                                                                   |
|        | Ortsteil (von Hollnseth)           | Hollen              | Cuxhaven               | Niedersachsen          |                                                                                   |
|        | Gemeinde                           | Holste              | Osterholz              | Niedersachsen          |                                                                                   |
|        | Gemeinde                           | Hünstetten          | Rheingau-Taunus        | Hessen                 |                                                                                   |
|        | Gemeinde                           | Hüsby               | Schleswig-Flensburg    | Schleswig-Holstein     |                                                                                   |
|        | Gemeinde                           | Hüven               | Emsland                | Niedersachsen          |                                                                                   |
|        | Ortsteil (von Rosengarten)         | Klecken             | Landkreis Harburg      | Niedersachsen          |                                                                                   |
|        | Gemeinde                           | Köhn                | Plön                   | Schleswig-Holstein     |                                                                                   |
|        | Ortschaft                          | Körbelitz           | Jerichower Land        | Sachsen-Anhalt         |                                                                                   |
|        | Gemeinde                           | Kuchelmiß           | Rostock                | Mecklenburg-Vorpommern |                                                                                   |
|        | Gemeinde                           | Lahn                | Emsland                | Niedersachsen          |                                                                                   |
|        | Gemeinde                           | Lamstedt            | Cuxhaven               | Niedersachsen          |                                                                                   |
|        | Gemeinde                           | Langeln             | Pinneberg              | Schleswig-Holstein     |                                                                                   |
|        | Gemeinde                           | Lähden              | Emsland                | Niedersachsen          |                                                                                   |
|        | Gemeinde                           | Leezen              | Parchim                | Mecklenburg-Vorpommern |                                                                                   |
|        | Ortsteil (von Hagen im Bremischen) | Lehnstedt           | Cuxhaven               | Niedersachsen          |                                                                                   |
|        | Ortsteil (von Jübar)               | Lüdelsen            | Salzwedel              | Sachsen-Anhalt         |                                                                                   |
|        | Ortsteil (von Nordstemmen)         | Mahlerten           | Landkreis Hildesheim   | Niedersachsen          |                                                                                   |
|        | Ortsteil (von Geestland)           | Meckelstedt         | Cuxhaven               | Niedersachsen          |                                                                                   |
|        | Gemeinde                           | Melsdorf            | Rendsburg-Eckernförde  | Schleswig-Holstein     |                                                                                   |
|        | Ortsteil (von Jübar)               | Nettgau             | Salzwedel              | Sachsen-Anhalt         |                                                                                   |
|        | Gemeinde                           | Neubörger           | Emsland                | Niedersachsen          |                                                                                   |
|        | Samtgemeinde                       | Nordhümmling        | Emsland                | Niedersachsen          |                                                                                   |
|        | Gemeinde                           | Oeschebüttel        | Steinburg              | Schleswig-Holstein     |                                                                                   |
|        | Gemeinde                           | Oldendorf (Luhe)    | Lüneburg               | Niedersachsen          |                                                                                   |
|        | Gemeinde                           | Oldersbek           | Nordfriesland          | Schleswig-Holstein     |                                                                                   |
|        | -                                  | Osterheide          | Heidekreis             | Niedersachsen          | Gemeindefreies Gebiet                                                             |
|        | Gemeinde                           | Ringsberg           | Schleswig-Flensburg    | Schleswig-Holstein     |                                                                                   |
|        | Ortsteil                           | Sankelmark          | Schleswig-Flensburg    | Schleswig-Holstein     |                                                                                   |
|        | Gemeinde                           | Schwienau           | Uelzen                 | Niedersachsen          |                                                                                   |
|        | Gemeinde                           | Schülp b. Nortorf   | Rendsburg-Eckernförde  | Schleswig-Holstein     |                                                                                   |
|        | Gemeinde                           | Schwedeneck         | Rendsburg-Eckernförde  | Schleswig-Holstein     |                                                                                   |
|        | Gemeinde                           | Sieverstedt         | Schleswig-Flensburg    | Schleswig-Holstein     |                                                                                   |
|        | Gemeinde                           | Spahnharrenstätte   | Emsland                | Niedersachsen          |                                                                                   |
|        | Gemeinde                           | Stavern             | Emsland                | Niedersachsen          |                                                                                   |
|        | Ortsteil (von Buchholz/Nordheide)  | Steinbeck           | Harburg                | Niedersachsen          |                                                                                   |
|        | Gemeinde                           | Stinstedt           | Cuxhaven               | Niedersachsen          |                                                                                   |
|        | Gemeinde                           | Tarbek              | Segeberg               | Schleswig-Holstein     |                                                                                   |
|        | Gemeinde                           | Thuine              | Emsland                | Niedersachsen          |                                                                                   |
|        | Ortsteil (von Langwedel)           | Verden              | Niedersachsen          |                        |                                                                                   |
|        | Gemeinde                           | Warder              | Rendsburg-Eckernförde  | Schleswig-Holstein     |                                                                                   |
|        | Gemeinde                           | Wensin              | Segeberg               | Schleswig-Holstein     |                                                                                   |
|        | Ortsteil (von Bad Oeynhausen)      | Werste              | Minden-Lübbecke        | Nordrhein-Westfalen    |                                                                                   |
|        | Gemeinde                           | Werlte              | Emsland                | Niedersachsen          |                                                                                   |
|        | Gemeinde                           | Werpeloh            | Emsland                | Niedersachsen          |                                                                                   |
|        | Gemeinde                           | Winkelsett          | Oldenburg              | Niedersachsen          |                                                                                   |
|        | Ortsteil                           | Zaatzke             | Ostprignitz-Ruppin     | Brandenburg            |                                                                                   |
|        | Gemeinde                           | Ziesendorf          | Rostock                | Mecklenburg-Vorpommern |                                                                                   |

## Frankreich

Avon
Berneuil (Haute-Vienne) (okzitanisch: Bernuèlh)
Bordezac
Caudebec-lès-Elbeuf
Commequiers
Cournon
Crossac
Distré
Fresnicourt-le-Dolmen
Gréalou
La Bresse
Labeaume
Locmariaquer
Mailhac-sur-Benaize
Marcilly-le-Hayer
Massac (Aude)
Montjaux
Saint-Brice
Saint-Germain-près-Herment
Saint-Hilaire-la-Gravelle
Vauréal

## Niederlande

Borger-Odoorn
Flagge dieser Gemeinde

## Portugal

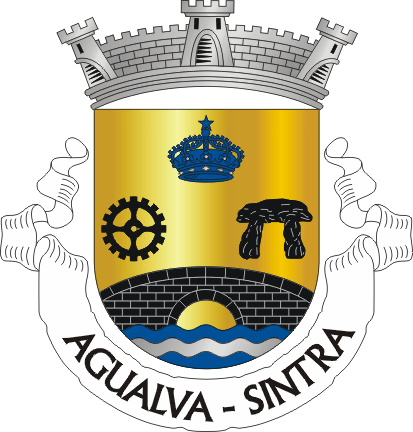
Agualva
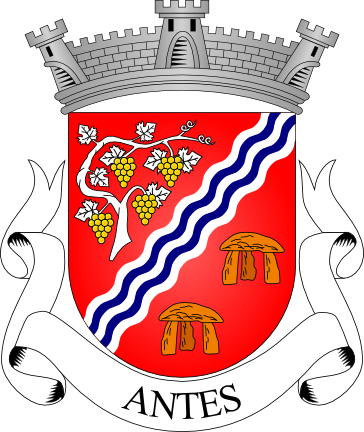
Antes
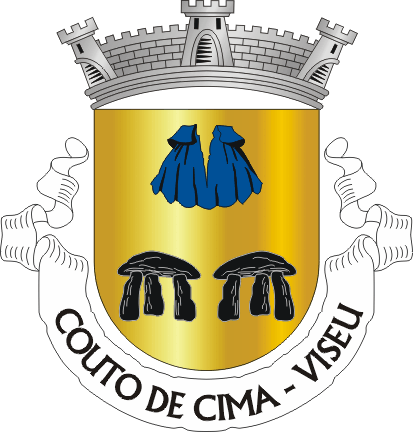
Couto de Cima
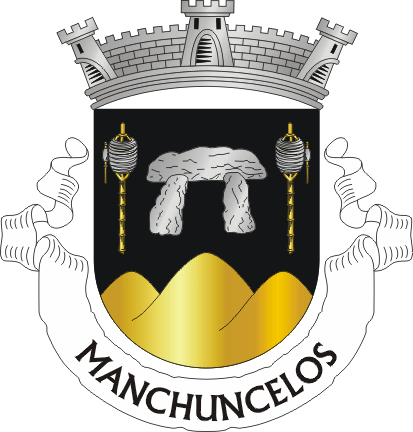
Manhuncelos
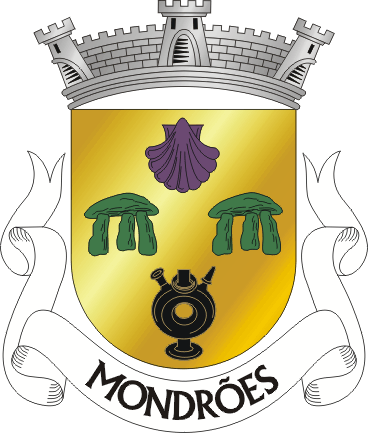
Mondrões
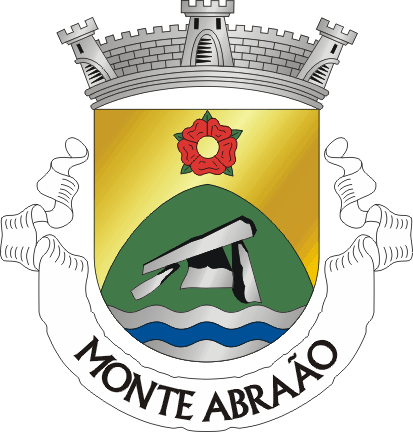
Monte Abraão
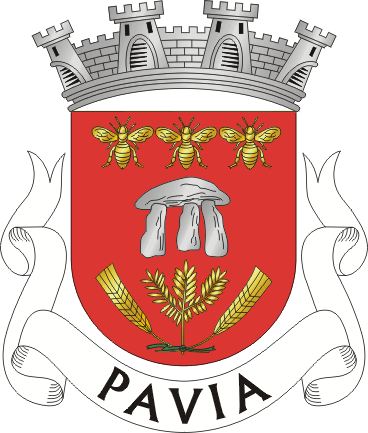
Pavia
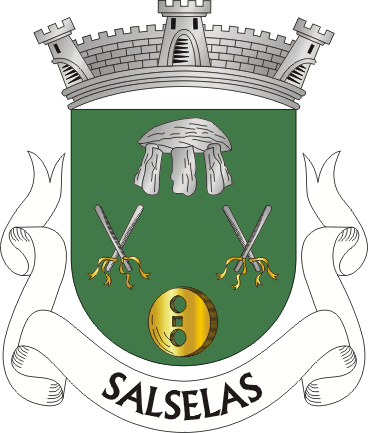
Salselas
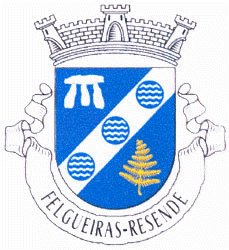
Felgueiras (Resende)

## Spanien

Elvillar
Gorafe
Montecorto
Valencina de la Concepción